# 詹启敏
詹启敏（1959年1月22日—），男，江西乐平人，中国分子肿瘤学家，中国工程院院士。

## 生平
1984年毕业于苏州医学院（今苏州大学医学部）。1987年毕业于中国协和医科大学。
1989年至2003年，先后在美国加州大学旧金山医学院、美国德州大学西南医学中心、美国国立卫生研究院国立癌症研究所、美国匹兹堡大学医学院研究和工作，并获美国匹兹堡大学医学院终身教职副教授。
2002年1月，任中国医学科学院分子肿瘤学国家重点实验室主任。2005年5月至2016年4月，担任中国医学科学院副院长、北京协和医学院副校长。2011年当选为中国工程院院士。
2016年4月，任北京大学医学部主任。2017年7月，任北京大学党委常委、副校长；2018年4月，任北京大学党委常委、常务副校长（正局级）。2019年3月，兼任北京大学深圳研究生院院长。
2020年12月，免去北京大学党委常委、常务副校长职务。2021年4月，免去北京大学医学部主任职务。2021年8月，任苏州大学苏州医学院院长。2021年11月，辞去北京大学深圳研究生院院长职务。